# 092
〈092〉는 HKT48의 첫 앨범이다.